# 戈尔登-施陶皮茨
戈尔登-施陶皮茨（德語：Gorden-Staupitz）是德国勃兰登堡州的市镇，隶属于易北-埃尔斯特县，总面积为28.51平方千米，截至2020年总人口为956人。